# Continental Micronesia

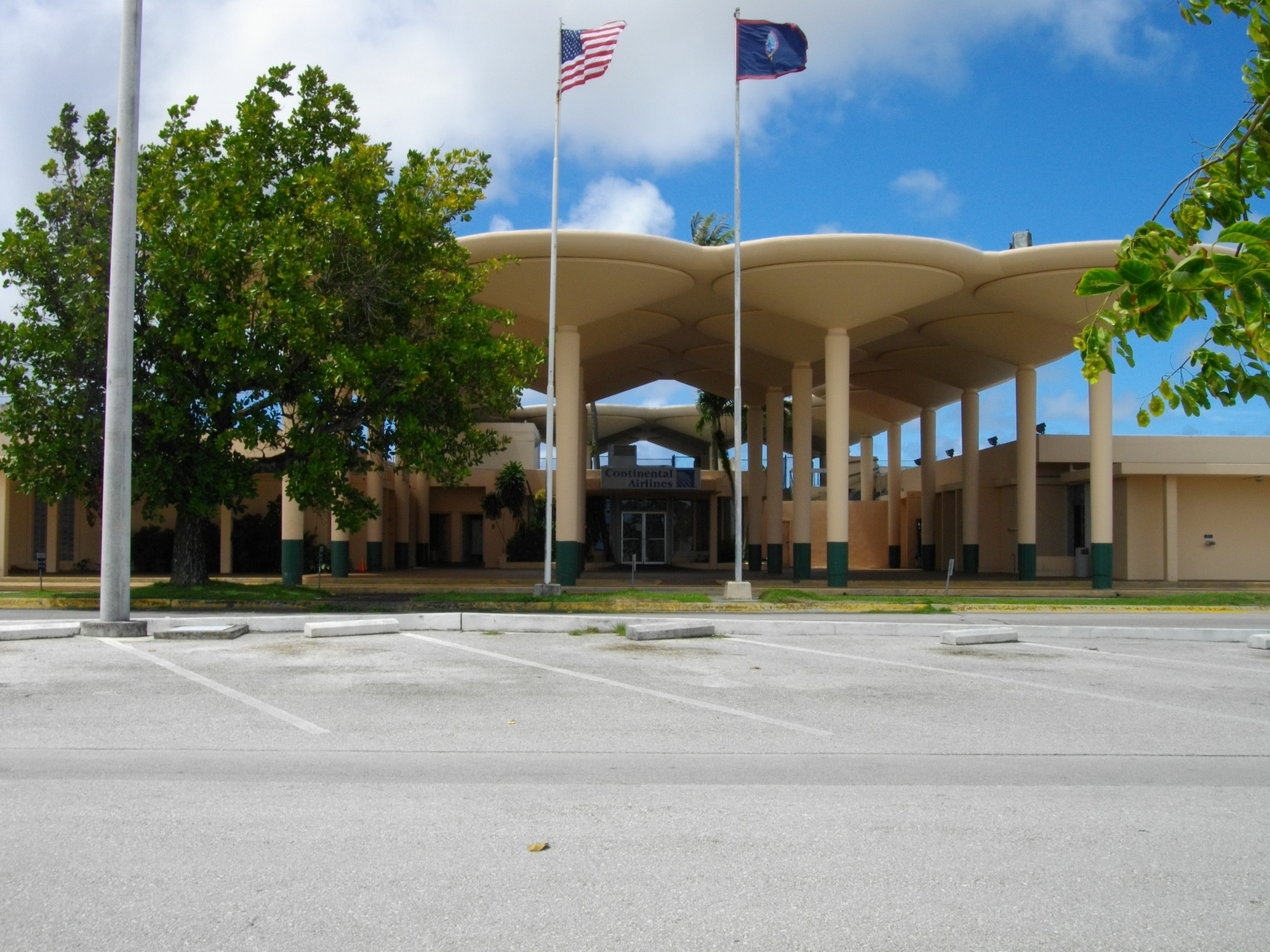
La sede del Continental Micronesia

Continental Micronesia, Inc. fue una aerolínea filial de Continental Airlines y más tarde de United Airlines. Efectuaba vuelos diarios a Honolulu, así como vuelos internacionales a Asia, Micronesia y Australia desde su base de operaciones en el Aeropuerto Internacional Antonio B. Won Pat en Guam, un territorio estadounidense en el oeste del Océano Pacífico. La aerolínea, una empresa de Delaware corporation, tuvo su base en Tamuning, Guam.

## Códigos
Los vuelos de Continental Micronesia usan el código de Continental "CO" code en sus billetes y se aprovecha de los beneficios del programa de viajeros frecuentes de esta, pero utiliza su código ICAO "CMI" y el callsign "Air Mike" con los controladores aéreos. En las terminales aeroportuarios, los vuelos de Continental Micronesia se muestran separados (de Continental) con su código IATA "CS". Los aeropuertos que cuentan con presencia de ambas compañías son el de Tokio y el de Honolulú.

## Historia
La aerolínea fue fundada por Continental y otros accionistas regionales en el antiguo Territorio EE. UU. Trust y comenzó a operar el 16 de mayo de 1968 como Air Micronesia, tomando el callsign "Air Mike". Los vuelos comenzaron con un Boeing 727-100 y un Douglas DC-6. También operaba dieciséis hidroaviones para volar desde Chuuk (Truk) a Pohnpei (Ponape), hasta que se construyese un aeródromo capaz de dar cabida al 727. Los bajos del 727 fueron forrados con teflón, puesto que operaba en pistas de coral. Adicionalmente, el avión tenía que llevar piezas y un mecánico, así como salvavidas y (desde 1975) radar doppler, entonces una rareza. A comienzos de los ochenta la aerolínea comenzó a operar desde Guam a Japón. Cuando Continental se hizo con la mayoría de aeronaves en Air Mike, el nombre de la aerolínea se convirtió en "Continental Air Micronesia" y ocasionalmente en "Continental Micronesia" a finales de los noventa.  Continental posee actualmente el 100% de Air Mike, y el actual presidente de Air Mike, Mark Erwin, también actúa como vicepresidente de Continental.
En 1985 Air Micronesia estableció su base en Saipán, Islas Marianas.
Con United Airlines abandonando Guam a mediados de los noventa, Continental Micronesia junto con Northwest Airlines se convirtieron en las dos únicas aerolíneas en volar en los dos territorios estadounidenses separados (Guam y las Islas Marianas). Actualmente, Continental Micronesia proporciona los únicos vuelos directamente entre Guam y cualquier punto de los cincuenta Estados Unidos (pasando por Honolulú, Hawaii).
En enero de 2008, Continental Micronesia empleaba a 1.500 personas (la empresa privada más grande de Guam) y efectuaba 236 salidas semanales a 23 ciudades diferentes.
La compañía con base en Massachusetts, Cape Air, comenzó a volar a las Islas Marianas bajo la librea de Continental Connection el 1 de julio de 2004.  Poco después, Continental Micronesia eliminó la mayoría de sus vuelos a Saipán en favor de los más pequeños y con más frecuencias aviones de Cape Air.
Un artículo del Houston Chronicle de 2008 sostuvo que el crecimiento militar y de población ayudaría a la expansión de vuelos de Continental Micronesia desde Guam.  Sin embargo, el 12 de junio de 2008, Continental anunció un recorte de vuelos, rutas y destinos debido al elevado precio del combustible incluyendo la cancelación de vuelos de Continental Micronesia a Hong Kong y Bali. Así mismo, se cancelaron los vuelta Saipán-Manila el 15 de julio que es el último de los vuelos que quedaban de Air Mike en Saipán, la base de operaciones principal de la aerolínea desde hacía cuarenta años. Con la única presencia de los vuelos de Continental Connection/Cape Air, Continental cerró su oficina de venta de billetes en Saipán ese mismo día.

## Destinos
| Países                                           | Destinos        | Aeropuertos                                       |
| ------------------------------------------------ | --------------- | ------------------------------------------------- |
| Australia                                        | Brisbane        | Aeropuerto de Brisbane                            |
| Australia                                        | Cairns          | Aeropuerto de Cairns                              |
| Australia                                        | Melbourne       | Aeropuerto Internacional Tullamarine              |
| Australia                                        | Sídney          | Aeropuerto Internacional Kingsford Smith          |
| Australia                                        | Townsville      | Aeropuerto de Townsville                          |
| Corea del Sur                                    | Seúl            | Aeropuerto Internacional de Incheon               |
| Estados Federados de Micronesia                  | Chuuk           | Aeropuerto Internacional de Chuuk                 |
| Estados Federados de Micronesia                  | Kosrae          | Aeropuerto Internacional de Kosrae                |
| Estados Federados de Micronesia                  | Pohnpei         | Aeropuerto Internacional de Pohnpei               |
| Estados Federados de Micronesia                  | Yap             | Aeropuerto Internacional de Yap                   |
| Estados Unidos                                   | Hilo            | Aeropuerto Internacional de Hilo                  |
| Estados Unidos                                   | Honolulu        | Aeropuerto Internacional Daniel K. Inouye         |
| Filipinas                                        | Cebú            | Aeropuerto Internacional de Mactán-Cebú           |
| Filipinas                                        | Manila          | Aeropuerto Internacional Ninoy Aquino             |
| Guam                                             | Guam            | Aeropuerto Internacional Antonio B. Won Pat (HUB) |
| Hong Kong                                        | Hong Kong       | Aeropuerto Internacional de Hong Kong             |
| Indonesia                                        | Denpasar        | Aeropuerto Internacional Ngurah Rai               |
| Islas Marianas del Norte                         | Isla Rota       | Aeropuerto Internacional de Rota                  |
| Islas Marianas del Norte                         | Saipán          | Aeropuerto Internacional de Saipán                |
| Islas Marianas del Norte                         | Tinián          | Aeropuerto Internacional de Tinian                |
| Islas Marshall                                   | Kwajalein       | Base Aérea Bucholz                                |
| Islas Marshall                                   | Majuro          | Aeropuerto Internacional Amata Kabua              |
| Islas Ultramarinas Menores de los Estados Unidos | Atolón Johnston | Aeropuerto del Atolón Johnston                    |
| Japón                                            | Hiroshima       | Aeropuerto de Hiroshima                           |
| Japón                                            | Fukuoka         | Aeropuerto de Fukuoka                             |
| Japón                                            | Nagoya          | Aeropuerto Internacional Chūbu Centrair           |
| Japón                                            | Niigata         | Aeropuerto de Niigata                             |
| Japón                                            | Okayama         | Aeropuerto de Okayama                             |
| Japón                                            | Okinawa         | Aeropuerto de Naha                                |
| Japón                                            | Osaka           | Aeropuerto Internacional de Kansai                |
| Japón                                            | Osaka           | Aeropuerto Internacional de Osaka                 |
| Japón                                            | Sapporo         | Nuevo Aeropuerto de Chitose                       |
| Japón                                            | Sendai          | Aeropuerto de Sendai                              |
| Japón                                            | Tokio           | Aeropuerto Internacional de Narita                |
| Nueva Caledonia                                  | Numea           | Aeropuerto Internacional La Tontouta              |
| Palaos                                           | Koror           | Aeropuerto Internacional Roman Tmetuchl           |
| Papúa Nueva Guinea                               | Puerto Moresby  | Aeropuerto Internacional de Jacksons              |
| Taiwán                                           | Kaohsiung       | Aeropuerto Internacional de Kaohsiung             |
| Taiwán                                           | Taipéi          | Aeropuerto Internacional de Taiwán Taoyuan        |

## Flota histórica
| Aeronaves      | Total | Introducido | Retirado | Matrículas                                                      |
| -------------- | ----- | ----------- | -------- | --------------------------------------------------------------- |
| Boeing 727-100 | 6     | 1968        | 1992     | N18477, N18478, N18476, N18479, N727EV y N2475                  |
| Boeing 727-200 | 8     | 1981        | 1992     | N15790, N66732, N69739, N69741, N69742, N79743, N79744 y N79745 |
| Douglas DC-6   | 2     | 1968        | 1972     | N90961 y N11565                                                 |

| Aeronaves               | Total | Introducido | Retirado | Matrículas |
| ----------------------- | ----- | ----------- | -------- | --- |
| Boeing 727-100          | 3     | 1992        | 1993     | N18477, N18478 y N18476 |
| Boeing 727-200          | 19    | 1992        | 2000     | N15781, N15790, N624DH, N625DH, N623DH, N622DH, N86426, N89427, N83428, N299AS, N296AS (rrg. N86425), N86430, N69741, N69742, N79743, N79744, N79745, N627DH y N626DH |
| Boeing 737-800          | 8     | 1999        | 2013     | N13227, N14228, N35236, N14249, N26232, N14235, N27246 y N25201 |
| Boeing 747-200          | 3     | 1995        | 1998     | N33021, N78019 y N614FF (rrg. N14024) |
| Boeing 757-200          | 1     | 1998        | 2010     | N29129 |
| McDonnell Douglas DC-10 | 7     | 1994        | 1998     | N68041, N68042, N68043, N68044, N68046, N68047 y N392EA |

## Accidentes e incidentes
- 21 de noviembre de 1980: El avión del Vuelo 614 de Continental Micronesia, un Boeing 727, se estrelló en Yap. Todos los pasajeros y tripulantes del avión sobrevivieron al accidente.[10]